# Нови Кот
Нови Кот (словен. Novi Kot) је насељено место у општини Лошки Поток, регија Југоисточна Словенија, Словенија.

## Историја
До територијалне реорганизације у Словенији био је у саставу старе општине Кочевје.

## Становништво
У попису становништва из 2011. године, Нови Кот је имао 51 становника.
| Број становника према пописима | Број становника према пописима | Број становника према пописима |
| ------------------------------ | ------------------------------ | ------------------------------ |
| 1991                           | 2002                           | 2011                           |
| 39                             | 44                             | 51                             |

Напомена: Године 2018. промењена је граница и подручје насеља Нови Кот, што је последица усаглашавања државне границе између Словеније и Хрватске.